# Списак томова серије Акира
Мангу Акира написао је и илустровао Кацухиро Отомо. Серијализовала се од 1982. до 1990. године у Коданшиној манга ревији Weekly Young Magazine, са укупно 120 поглавља подељених у шест танкобона.
У Србији, издавачка кућа Маркетпринт је у периоду од 2002. до 2005. године превела сва поглавља, и распоредила их у 40 свезака.

## Списак томова

### Јапанско издање
| Бр. | Наслов      | Датум издања        |                   |
| --- | ----------- | ------------------- | ----------------- |
| 1   | (鉄雄)      | 14. септембар 1984. | 978-4-06-103711-3 |
| 2   | (アキラ I)  | 27. август 1985.    | 978-4-06-103712-0 |
| 3   | (アキラ II) | 21. август 1986.    | 978-4-06-103713-7 |
| 4   | (ケイ I)    | 1. јул 1987.        | 978-4-06-103714-4 |
| 5   | (ケイ II)   | 26. новембар 1990.  | 978-4-06-313166-6 |
| 6   | (金田)      | 15. март 1993.      | 978-4-06-319339-8 |

### Српско издање
Свеске су излазиле на месечном нивоу, и свака је означена као нова „епизода”.
| Бр. | Наслов                  | Датум издања    |   |
| --- | ----------------------- | --------------- | - |
| 1   | После уништења          | мај 2002.       | — |
| 2   | Такаши и Масару         | јун 2002.       | — |
| 3   | Најава буђења           | јул 2002.       | — |
| 4   | Тетсуова главобоља      | август 2002.    | — |
| 5   | Канеидино бекство       | септембар 2002. | — |
| 6   | Јамагатина смрт         | октобар 2002.   | — |
| 7   | Заустављен обрачун      | новембар 2002.  | — |
| 8   | Кијоко, Кеј и Тетсуо    | децембар 2002.  | — |
| 9   | У потрази за Акиром     | јануар 2003.    | — |
| 10  | У подземљу стадиона     | фебруар 2003.   | — |
| 11  | Број 28 се пробудио     | март 2003.      | — |
| 12  | Сусрет на површини      | април 2003.     | — |
| 13  | Узбуна 7. степена       | мај 2003.       | — |
| 14  | Клопка на броду         | јун 2003.       | — |
| 15  | Нецумијева издаја       | јул 2003.       | — |
| 16  | Борбе на улицама        | август 2003.    | — |
| 17  | Почетак катастрофе      | септембар 2003. | — |
| 18  | Империја великог Токија | октобар 2003.   | — |
| 19  | Потрага за бројем 19    | новембар 2003.  | — |
| 20  | Тетсуове ноћне море     | децембар 2003.  | — |
| 21  | У потрази за истином    | јануар 2004.    | — |
| 22  | У храму леди Мијако     | фебруар 2004.   | — |
| 23  | Пораз војске империје   | март 2004.      | — |
| 24  | Империја узвраћа ударац | април 2004.     | — |
| 25  | Канеда је ипак жив      | мај 2004.       | — |
| 26  | Сусрет старих познаника | јун 2004.       | — |
| 27  | Пред великом одлуком    | јул 2004.       | — |
| 28  | Тетсуо и научници       | август 2004.    | — |
| 29  | Моћ и деструкција       | септембар 2004. | — |
| 30  | Кеј се преобраћа        | октобар 2004.   | — |
| 31  | Тетсуова нова моћ       | новембар 2004.  | — |
| 32  | Обрачун на броду        | децембар 2004.  | — |
| 33  | Неочекивани обрт        | јануар 2005.    | — |
| 34  | Канеда, Тетсуо и Кеј    | фебруар 2005.   | — |
| 35  | Напад на Нови Токио     | март 2005.      | — |
| 36  | У храму Леди Мијако     | април 2005.     | — |
| 37  | Акира је рањен          | мај 2005.       | — |
| 38  | Смрт леди Мијако        | јун 2005.       | — |
| 39  | Последње сећање Тетсуа  | јул 2005.       | — |
| 40  | Успомена на Акиру       | август 2005.    | — |